# Мартини (Кунео)
Мартини је насеље у Италији у округу Кунео, региону Пијемонт.
Према процени из 2011. у насељу је живело 96 становника. Насеље се налази на надморској висини од 574 м.